# Хундихан-султанија (ћерка Бајазита II)
Хунди(хан)-султанија (тур. Hündi Sultan) је била ћерка Бајазита II и Булбул-хатун, сестра принца Ахмеда и султанија Хатиџе и Селчук.

## Брак
Хунди-султанија је рођена у Амасији 1461. године. Речено је да је била најстарија кћи султана Бајазита. Хунди-султанија се удала за намесника Анадолије, Ахмед-пашу 1479. године. Њен муж Ахмет-паша Херцеговић довођен је на власт укупно пет пута током владавине свог оца султана Бејазита и полубрата султана Селима. 

## Смрт
Причало се да је, када је кренула битка за престо 1510. године, султанија Хунди подржала свог брата шехзаде Ахмеда, што се народу Бурсе, где је живела, није допало. Према писмима која је писала своме оцу, побуњеници су палили њену палату где је живела, поручујући свом оцу да је обавестила јањичарски корпус и кадије(судије), тражећи његову помоћ. Умрла је наредне, 1511. године, под непознатим околностима.
Сахрањена је крај мајке и брата у Мурадије-комплексу у Бурси.

## Потомство
Имала је осморо деце:
- Ахмед-бег (тур. Ahmed Bey) († 1545); са својим сестрама Хумашах и Камершах је преговарао са дубровчанима 1541. године. Писма са њиховим печатом су сачувана и данас.
- Али-бег (тур. Ali Bey) († 1593[5]); песник познат под псеудонимом Шири Баба. Умро је у Каиру.
- Мехмед-бег (тур. Mehmed Bey) († 1509[6])
- Мустафа-бег (тур. Mustafa Bey) († 1582[7]); именован је намесником Бозока 1533. године
- султанија Камершах (тур. Kamerşah Hanımsultan) († 1542); поменута је 1508. и 1523. године у регистрима као старија ћерка султаније Хунди и Ахмед-паше, удата за једног од синова Турханоглу Омер-бега.
- султанија Хумашах (тур. Hümaşah Hanımsultan) (ок. 1491 — † након 1551); познатија као Хума Косача или Хума Херцеговић. Отац јој је дао име по својој домовини, Херцеговини. Удата је у новембру 1507. године за Мехмед-бега Алибеговића, са којим је живела далеко од престонице, у једној од провинција у Кавказу, где је њен супруг био намесник до 1522. године. Када је султан Сулејман именовао Мехмед-бега 1523. године намесником Мостара, Хумашах се ту настанила са супругом и дубровачки извештаји напомињу да је имала сина Јахшу. Неколико Хумашахиних писама дубровачким поликсарима је сачувано из 1541,1542 и 1548. године. Последње писмо је послала 16. октобра 1551., када је тражила да се особа која се лажно представљала као њен рођак Влатко уклони као власник њених поседа у Дубровнику, или да буде доведен пред правду султана Сулејмана у престоници. Током пописа исплата османским султанијама из 1556. године, Хумашах се није помињала, што значи да више није била жива. Провела је остатак свог живота у Мостару где је и умрла.
- султанија Ајнишах (тур. Aynışah Hanımsultan) († ок. 1521)
- султанија Махдумзаде (тур. Mahdümzade Hanımsultan) († 1512); умрла је убрзо после мајке